# Samuel Gigot
Pour les articles homonymes, voir Gigot (homonymie).
Samuel Gigot, né le 12 octobre 1993 à Avignon (France), est un footballeur français qui évolue au poste de défenseur central à la Lazio Rome
Son frère, Tony Gigot, est joueur de rugby à XIII.

## Biographie

### Carrière en club

#### Jeunesse et formation
Né en 1993 à Avignon, Samuel Gigot grandit à Avignon, ville où il touche à ses premiers ballons. Commençant à la MJC Avignon (qui devient Avignon Football 84 en 2003), il y évolue pendant toute sa jeunesse jusqu'au dépôt de bilan du club formateur de la région avignonnaise à l'été 2010. Par la suite, il rejoint l'US Le Pontet pour sa première année en U19. Après avoir été repéré lors d'une journée de détections, Samuel rejoint les U19 de l'AC Arles-Avignon, passant du niveau régional au championnat national. En 2012-2013, il est appelé pour participer aux rencontres de l'équipe réserve du club de Ligue 2, en Division d'Honneur. Cette saison se conclut par un titre en Coupe de Provence ainsi qu'une promotion en CFA 2 après avoir terminé en tête du championnat.

#### AC Arles-Avignon (2012-2015)
Avec ses bonnes performances, il signe professionnel durant l'été 2013, en compagnie de son coéquipier Steven Fortes. Peinant à s'imposer, il ne participe qu'à neuf rencontres de championnat lors de sa première saison professionnelle. La saison suivante, il prend place en défense centrale au côté de Gaël Givet et voit son temps de jeu s'accroître, même si l'arrivée du nouvel entraîneur Victor Zvunka, à la fin décembre, le relègue tantôt sur le banc, tantôt en réserve. Titulaire en début de saison, il y inscrit le premier but de sa carrière professionnelle contre l'AS Nancy-Lorraine le 15 août 2014, égalisant dans les arrêts de jeu de la seconde période. Un peu plus d'un mois plus tard, il réduit la marque à 2-3 à l'occasion d'une défaite au Parc des sports d'Avignon contre le Stade lavallois, encore une fois dans les dernières minutes de jeu. En mai 2015, en fin de contrat, il soigne sa sortie en inscrivant deux nouveaux buts, portant son compteur à quatre buts et une passe décisive, alors que son équipe connaît la relégation en National. Lors de cette saison 2014-2015, il collectionne également les cartons, treize dont trois rouges. Cependant, ses prestations attirent l'intérêt de plusieurs équipes.

#### KV Courtrai (2015-2017)
En mai, il est ainsi annoncé que Samuel Gigot rejoindra la formation belge du KV Courtrai, encore en course pour une qualification en Ligue Europa, en y signant un contrat de trois ans,. Après une saison à 22 titularisations dans le Vaucluse, il débute 23 rencontres et récolte presque autant de cartons (9) en Jupiler Pro League.

#### KAA La Gantoise (2017-2018)
Lors du mercato d'été 2015, il est convoité par La Gantoise (deuxième de l'exercice 2015-2016) mais cette fois ci reste au club jusqu'au mercato d'hiver.

#### Spartak Moscou (2018-2022)
En 2018, il signe en faveur du Spartak Moscou, en Russie.

#### Olympique de Marseille (2022-)
L'Olympique de Marseille et le Spartak Moscou trouvent un accord le 29 janvier 2022 pour le transfert du défenseur central, Samuel Gigot s'engageant pour un contrat d'une durée de trois saisons. Il finit néanmoins la saison 2021-2022 en prêt avec le club russe. Il débute sous les couleurs marseillaises le 7 août 2022 lors de la réception du stade de Reims (1re journée, victoire 4-1), pour ce qui est également son premier match de Ligue 1. Il dispute une saison 2023-2024 pleine sous les ordres d'Igor Tudor, prenant part à 26 rencontres de Ligue 1, titularisé à 24 reprises, inscrivant deux buts et délivrant deux passes décisives. Il découvre également la Ligue des Champions, titularisé à 5 reprises lors de la phase de groupes, Marseille terminant dernier du groupe D.
S'imposant comme un leader du vestiaire marseillais, il porte le brassard de capitaine à partir du mois de novembre 2023 à la suite de la blessure de Valentin Rongier. Malgré l'instabilité au poste d'entraîneur lors de cet exercice 2023-2024, Marcelino, Gennaro Gattuso et Jean-Louis Gasset se succédant à la tête de l'équipe première, il conserve son statut de cadre au sein de l'effectif. Malgré une blessure à l'épaule, il boucle une nouvelle saison pleine, disputant 21 rencontres de Ligue 1, dont 20 titularisations et 3 buts inscrits, prenant également part au beau parcours européen de l'OM, s'arrêtant aux demi-finales de la Ligue Europa.
N'entrant pas dans les plans de Roberto De Zerbi, le nouvel entraîneur pour la saison 2024-2025, Samuel Gigot est invité à trouver un nouveau club lors de l'été 2024. Il trouve une porte de sortie en Italie, où il est prêté avec option d'achat obligatoire à la Lazio Rome,.

#### Prêt à la Lazio Rome (2024-)
En Italie, il ne parvient pas à s'installer durablement dans le onze type de Marco Baroni. Il ne participe qu'à 15 rencontres de première division italienne, pour 7 titularisations. Plus utilisé en Ligue Europa qu'en championnat, il est exclu en fin de match pour un tacle à retardement lors des huitièmes de finale aller (victoire 1-2) face au Viktoria Plzen. À la suite de cette suspension, il n'est pas aligné lors des quarts de finale, où le club est éliminé par le FK Bodø/Glimt.

## Statistiques
| Saison                | Club                   | Championnat           | Championnat | Championnat | Championnat | Coupe nationale | Coupe nationale | Coupe nationale | Coupe de la Ligue | Coupe de la Ligue | Coupe de la Ligue | Compétition(s) continentale(s) | Compétition(s) continentale(s) | Compétition(s) continentale(s) | Compétition(s) continentale(s) | Total | Total | Total |
| Saison                | Club                   | Division              | M.          | B.          | P.d.        | M.              | B.              | P.d.            | M.                | B.                | P.d.              | Comp.                          | M.                             | B.                             | P.d.                           | M.    | B.    | P.d.  |
| 2013-2014             | AC Arles-Avignon       | Ligue 2               | 9           | 0           | 0           | 1               | 0               | 0               | 2                 | 0                 | 0                 | -                              | -                              | -                              | -                              | 12    | 0     | 0     |
| 2014-2015             | AC Arles-Avignon       | Ligue 2               | 23          | 4           | 1           | 2               | 0               | 0               | 4                 | 0                 | 0                 | -                              | -                              | -                              | -                              | 29    | 4     | 1     |
| Sous-total            | Sous-total             | Sous-total            | 32          | 4           | 1           | 3               | 0               | 0               | 6                 | 0                 | 0                 | -                              | -                              | -                              | -                              | 41    | 4     | 1     |
| 2015-2016             | KV Courtrai            | Pro League            | 28          | 0           | 2           | 3               | 0               | 1               | -                 | -                 | -                 | -                              | -                              | -                              | -                              | 31    | 0     | 3     |
| 2016-2017             | KV Courtrai            | Pro League            | 20          | 2           | 0           | 2               | 0               | 0               | -                 | -                 | -                 | -                              | -                              | -                              | -                              | 22    | 2     | 0     |
| Sous-total            | Sous-total             | Sous-total            | 48          | 2           | 2           | 5               | 0               | 1               | -                 | -                 | -                 | -                              | -                              | -                              | -                              | 53    | 2     | 3     |
| 2016-2017             | KAA La Gantoise        | Pro League            | 16          | 0           | 1           | -               | -               | -               | -                 | -                 | -                 | C3                             | 4                              | 0                              | 0                              | 20    | 0     | 1     |
| 2017-2018             | KAA La Gantoise        | Pro League            | 40          | 2           | 4           | 2               | 0               | 0               | -                 | -                 | -                 | C3                             | 2                              | 0                              | 0                              | 44    | 2     | 4     |
| Sous-total            | Sous-total             | Sous-total            | 56          | 2           | 5           | 2               | 0               | 0               | -                 | -                 | -                 | -                              | 6                              | 0                              | 0                              | 64    | 2     | 5     |
| 2018-2019             | Spartak Moscou         | Premier-Liga          | 9           | 1           | 1           | -               | -               | -               | -                 | -                 | -                 | C1                             | 2                              | 0                              | 0                              | 11    | 1     | 1     |
| 2019-2020             | Spartak Moscou         | Premier-Liga          | 26          | 4           | 2           | 4               | 0               | 0               | -                 | -                 | -                 | C3                             | 4                              | 0                              | 0                              | 34    | 4     | 2     |
| 2020-2021             | Spartak Moscou         | Premier-Liga          | 26          | 3           | 0           | 1               | 0               | 0               | -                 | -                 | -                 | -                              | -                              | -                              | -                              | 27    | 3     | 0     |
| 2021-2022             | Spartak Moscou         | Premier-Liga          | 27          | 2           | 1           | 3               | 0               | 0               | -                 | -                 | -                 | C1+C3                          | 2+6                            | 0                              | 0                              | 38    | 2     | 1     |
| Sous-total            | Sous-total             | Sous-total            | 88          | 10          | 4           | 8               | 0               | 0               | -                 | -                 | -                 | -                              | 14                             | 0                              | 0                              | 110   | 10    | 4     |
| 2022-2023             | Olympique de Marseille | Ligue 1               | 26          | 2           | 2           | 2               | 0               | 0               | -                 | -                 | -                 | C1                             | 5                              | 0                              | 0                              | 33    | 2     | 2     |
| 2023-2024             | Olympique de Marseille | Ligue 1               | 21          | 3           | 0           | 2               | 0               | 0               | -                 | -                 | -                 | C1+C3                          | 2+8                            | 0                              | 0                              | 33    | 3     | 0     |
| Sous-total            | Sous-total             | Sous-total            | 47          | 5           | 2           | 4               | 0               | 0               | -                 | -                 | -                 | -                              | 15                             | 0                              | 0                              | 66    | 5     | 2     |
| 2024-2025             | Lazio Rome             | Serie A               | 15          | 2           | 0           | 2               | 0               | 0               | -                 | -                 | -                 | C3                             | 6                              | 0                              | 0                              | 23    | 2     | 0     |
| Total sur la carrière | Total sur la carrière  | Total sur la carrière | 296         | 25          | 14          | 24              | 0               | 0               | 6                 | 0                 | 0                 | -                              | 41                             | 0                              | 0                              | 367   | 25    | 14    |

## Palmarès
Spartak Moscou
- Vainqueur de la Coupe de Russie en 2022.